# Denis Lebedev
Denis Aleksandrovitch Lebedev (en russe : Денис Александрович Лебедев) est un boxeur russe né le 14 août 1979 à Stary Oskol.

## Carrière
Denis Lebedev commence sa carrière professionnelle en 2001. Après 12 victoires consécutives, il remporte le 24 septembre 2004 le titre de champion de Russie des poids lourd-légers. Le 18 juillet 2009, il remporte le titre WBO Intercontinental de la catégorie, et le défend victorieusement à deux reprises. Ses résultats lui permettent de rencontrer le champion du monde WBO, l'allemand Marco Huck. Lebedev perd le combat par décision partagée, hautement controversée. 
Le 21 mai 2011, il rencontre l'ancien champion du monde Roy Jones Jr. Dans le dernier round, Lebedev coince Jones dans les cordes et place une série qui pousse l'arbitre à arrêter le combat. Jones restera à terre plusieurs minutes avant de quitter le ring.
En novembre 2011, il bat par décision unanime un autre vétéran, l'ancien champion du monde James Toney, pour le titre par intérim de champion du monde WBA des poids lourds-légers. Il le défend le 4 avril 2012, en battant Shawn Cox par KO au 2e round puis le 17 décembre 2012 au 4e round contre Santander Silgado.
Le 17 mai 2013, il fait face à Guillermo Jones. Le combat est particulièrement violent, Jones encaisse un très grand nombre de coups sans tomber, et réplique. L’œil de Lebedev se ferme puis gonfle. Au 11e round, Lebedev chute, il se relève mais l'arbitre l'arrête. Guillermo Jones reconquiert son titre après un combat très rude mais en est déchu le 18 octobre pour avoir échoué à un contrôle anti drogue et Lebedev retrouve sa ceinture.
Le boxeur russe conserve son bien le 27 septembre 2014 en battant par KO au second round Pawel Kolodziej puis le 10 avril 2015 en dominant aux points le franco-congolais Youri Kayembre Kalenga à Moscou. Il s'impose ensuite par arrêt de l'arbitre au 8e round contre Lateef Kayode le 4 novembre 2015 puis contre Victor Emilio Ramirez le 21 mai 2016 et remporte à cette occasion la ceinture IBF en plus de celle de la WBA.
Le 3 décembre 2016, il perd aux points par décision partagée son titre IBF contre son compatriote Murat Gassiev après avoir été compté au 5e round à la suite d'un crochet gauche reçu au foie. Il conserve néanmoins son titre WBA, remis en jeu le 9 juillet 2017, après sa victoire aux points contre le britannique Mark Flaganan.